# Portret Terencija Neona
Portret Terencija Neona je rimska freska nastala oko 20.-30. godine. Pronađena je u Pompejima, u kući Terencija Neona u Regio 7, Insula 2, 6. Trenutno se čuva u Nacionalnom arheološkom muzeju u Napulju.

## Opis
Portret je neobičan na nekoliko načina: par je prikazan jednakog statusa i oboje su pripadnici samouvjerene i pomodne trgovačke klase; portret pokazuje realne nedostatke ili osobitosti na licima što je rijetkost u sličnim freskama i oživljava likove.
Vjeruje se da su par Pompejaca iz srednje klase muž i žena. Terencije Neon je bio vlasnik pekare jer je kuća bila preinačena pretvaranjem jednog dijela u pekaru. Muškarac nosi togu, znak rimskog građanina, i drži rotulus, što sugerira da je također uključen u lokalna javna i/ili kulturna događanja. Žena je u prvom planu i drži stilus i voštanu ploču, čime se ističe da je ravnopravnog statusa, obrazovana i pismena.

Freska se smatra jednim od najljepših umjetničkih djela s područja Vezuva. Ponekad se pogrešno nazivao portretom Pakija Prokula, ali to je bio rezultat zabune jer freska nije pronađena u kući Pakija Prokula, koja se nalazi u Reg I, Ins 7, 1.
Natpis pronađen na vanjskoj strani kuće je izborna preporuka Terencija Neona. 

## Vanjske poveznice
- Catalogue record, u Napuljskom nacionalnom arheološkom muzeju